# Холм (Дивасовское сельское поселение)
Холм — деревня в Смоленском районе Смоленской области России. Входит в состав Дивасовского сельского поселения. Население — 13 жителей (2016 год).
Расположена в западной части области в 19 км к северо-западу от Смоленска, в 1,5 км севернее автодороги М1 «Беларусь». В 6 км южнее деревни расположена железнодорожная станция Куприно на линии Смоленск — Витебск. 

## История
В годы Великой Отечественной войны деревня была оккупирована гитлеровскими войсками в июле 1941 года, освобождена в сентябре 1943 года. 